# Lorca Deportiva CF
Lorca Deportiva Club de Fútbol byl španělský fotbalový klub sídlící ve městě Lorca v Murcijském regionu. Klub byl založen v roce 2002 po zániku místního klubu Lorca CF, zanikl v roce 2012 kvůli finančním problémům.

## Historické názvy
- 2002 – Lorca Deportiva CF (Lorca Deportiva Club de Fútbol)
- 2010 – LD Olímpico (Lorca Deportiva Olímpico)

## Umístění v jednotlivých sezonách
Legenda: Z - zápasy, V - výhry, R - remízy, P - porážky, VG - vstřelené góly, OG - obdržené góly, +/- - rozdíl skóre, B - body, červené podbarvení - sestup, zelené podbarvení - postup, světle fialové podbarvení - přesun do jiné soutěže
| Sezóny  | Liga                         | Úroveň | Z                                                          | V                                                          | R                                                          | P                                                          | VG                                                         | OG                                                         | B                                                          | +/-                                                        | Pozice |
| ------- | ---------------------------- | ------ | ---------------------------------------------------------- | ---------------------------------------------------------- | ---------------------------------------------------------- | ---------------------------------------------------------- | ---------------------------------------------------------- | ---------------------------------------------------------- | ---------------------------------------------------------- | ---------------------------------------------------------- | ------ |
| 2002/03 | Tercera División – sk. XIII  | 4      | 38                                                         | 27                                                         | 10                                                         | 1                                                          | 89                                                         | 25                                                         | +64                                                        | 91                                                         | 1.     |
| 2003/04 | Segunda División B – sk. III | 3      | 38                                                         | 18                                                         | 13                                                         | 7                                                          | 54                                                         | 32                                                         | +22                                                        | 67                                                         | 2.     |
| 2004/05 | Segunda División B – sk. IV  | 3      | 38                                                         | 17                                                         | 10                                                         | 11                                                         | 61                                                         | 39                                                         | +22                                                        | 61                                                         | 4.     |
| 2005/06 | Segunda División             | 2      | 42                                                         | 19                                                         | 12                                                         | 11                                                         | 56                                                         | 39                                                         | +17                                                        | 69                                                         | 5.     |
| 2006/07 | Segunda División             | 2      | 42                                                         | 9                                                          | 10                                                         | 23                                                         | 37                                                         | 60                                                         | -23                                                        | 37                                                         | 21.    |
| 2007/08 | Segunda División B – sk. IV  | 3      | 38                                                         | 13                                                         | 10                                                         | 15                                                         | 38                                                         | 40                                                         | -2                                                         | 49                                                         | 11.    |
| 2008/09 | Segunda División B – sk. II  | 3      | 38                                                         | 20                                                         | 9                                                          | 9                                                          | 58                                                         | 34                                                         | +24                                                        | 69                                                         | 2.     |
| 2009/10 | Tercera División – sk. XIII  | 4      | 38                                                         | 26                                                         | 6                                                          | 6                                                          | 95                                                         | 36                                                         | +59                                                        | 84                                                         | 3.     |
| 2010/11 | Tercera División – sk. XIII  | 4      | Klub se odhlásil v průběhu sezóny, výsledky byly anulovány | Klub se odhlásil v průběhu sezóny, výsledky byly anulovány | Klub se odhlásil v průběhu sezóny, výsledky byly anulovány | Klub se odhlásil v průběhu sezóny, výsledky byly anulovány | Klub se odhlásil v průběhu sezóny, výsledky byly anulovány | Klub se odhlásil v průběhu sezóny, výsledky byly anulovány | Klub se odhlásil v průběhu sezóny, výsledky byly anulovány | Klub se odhlásil v průběhu sezóny, výsledky byly anulovány | 20.    |

Poznámky:
- 2008/09: Klub se umístil na druhém místě a měl se zúčastnit skupiny o postup do Segunda División (2. nejvyšší soutěž), ale kvůli neplnění svých závazků vůči hráčům (výplaty atd.) byl klub přeřazen o soutěž níž (do Tercera División).
- 2010/11: Klub hrál své domácí zápasy v nedalekém městě Totana pod názvem LD Olímpico.